# NGC 6369
NGC 6369 (другие обозначения — PK 2+5.1, ESO 520-PN3, AM 1726-234) — планетарная туманность в созвездии Змееносец.
Этот объект входит в число перечисленных в оригинальной редакции «Нового общего каталога».